# Simo Puupponen

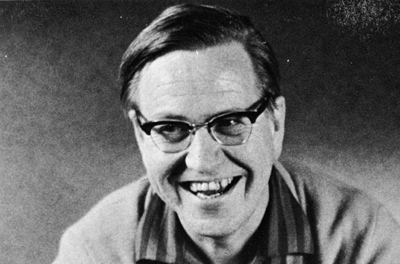
Simo Puupponen.

Simo Tapio Puupponen (23 de octubre de 1915 Kuopio – 11 de octubre de 1967 Helsinki) fue un escritor finlandés más conocido por su seudónimo de escritor Aapeli. Aapeli trabajó para los periódicos Pohjois-Savo y Savon Sanomat. En 1959 obtuvo los premios Eino Leino y el premio estatal de literatura finesa. Tras su muerte en la década de los 70, algunas de sus novelas se adaptaron al cine y al teatro.

## Obra
- Onnen pipanoita: eli viisikymmentä juttua elämän aurinkoiselta puolelta (1947)
- Siunattu hulluus (1948)
- Pajupilli: pakinoita (1950)
- Mutahäntä ja muita (1953)
- Koko kaupungin Vinski (1954)
- Meidän herramme muurahaisia: kavalkadi pienestä kaupungista (1954)
- Sipuleita: lapsellisia juttuja (1956)
- Vinski ja Vinsentti: koko kaupungin Vinskin uusia seikkailuja (1956)
- Onnipussi eli 110 pikkujuttua sieltä täältä ynnä kertomus Siunattu hulluus (1957)
- Pikku Pietarin piha (1958)
- Onko koira kotona? Pakinoita (1960)
- Alvari, kananvahti (1961)
- Puuhevonen pakkasessa: familiäärejä kertomuksia triviaaleista aiheista (1962)
- Timonen ja muita tuttavia (1963)
- Pekko, runoilijan poika (1965)
- Kissa, kissa, kissa: pakinoita (1967)